# Місцеве самоврядування
Місце́ве самоврядува́ння — право та змога територіальних громад як безпосередньо, так і через представницькі органи місцевого самоврядування в межах закону здійснювати регулювання й управління суттєвою часткою суспільних справ, які належать до їхньої компетенції, в інтересах місцевого населення.
Це право здійснюється радами або зборами, члени яких вільно обираються таємним голосуванням на основі прямого, рівного, загального виборчого права й які можуть мати підзвітні їм виконавчі органи.
Формами місцевого самоврядування також є збори громадян, референдуми або будь-які інші форми прямої участі громадян, якщо це дозволяється законом.

## Структура та повноваження місцевого самоврядування по країнах
| Країна | Органи | Повноваження |
| Австрія 2400 муніципалітетів                                                                                | Муніципальна рада — обирається пропорційно на 5, 6 років залежно від землі. Мер обирається прямо або радою залежно від землі. | Соціальні послуги Громадський порядок Міське планування Сміття Водопостачання Водовідведення Дороги Громадський транспорт Безпека Культура Охорона здоров'я |
| Бельгія 600 муніципалітетів                                                                                 | Муніципальна рада — обирається населенням на 6 років Виконавчий орган — коледж альдерменів, складається з мера і альдерменів Мер — очолює і раду і коледж альдерменів, призначається Королевою за рекомендацією муніципальної ради | Громадський порядок Міське планування Водопостачання Водовідведення Сміття |
| Болгарія 264 громади                                                                                        | Муніципальна рада обирається населенням на 4 роки. Рада обирає головуючого. Мер — кмет — виконавчий орган муніципалітету. Обирається населенням на 4 роки. | Збір та утилізація сміття Благоустрій Дороги Освітлення Міське планування Розвиток спорту, туризму, дозвілля Побудова і утримання громадських будівель Культура Менеджмент комунальних підприємств |
| Велика Британія                                                                                             | Члени ради обираються на 4 роки | Освіта Соціальний захист Транспорт Пожежні Сміття Бібліотеки |
| Греція 900 міських муніципалітетів (дімой), 131 сільський (кінотітес)                                       | У міських муніципалітетах: Муніципальна рада — дімотіко сімвуліо — обирається населенням на 4 роки. 3\5 — мажоритарно, 2\5 — пропорційно. Муніципальний комітет — дімархякі епітропі — обирається радою на 2 роки. Відповідає за формування бюджету та аудит. Мер — дімаркос — очолює список, який переміг на виборах. Допомагає в роботі муніципальному комітету. Відвідує сесії ради, але не має права голосу. Є головою муніципального комітету. У сільських муніципалітетах: Муніципальна рада — сімвуліо — обирається на 4 роки за аналогічною міським радам схемою. Очолюється головою. Голова ради — предрос кінотітас — очолює список, який виграв вибори. Очолює адміністрацію. | Культура Громадський транспорт Соціальний і економічний розвиток Водо- і газо постачання Утримання шкільних будівель |
| Данія 269 муніципалітетів (комунер)                                                                         | Муніципальна рада — обирається населенням пропорційно на термін 4 роки (при чому громадянам дозволяється формувати власний списочний склад ради із кандидатів з різних списків). Формує виконавчий комітет. Виконавчий комітет — відповідає за управління муніципалітетом. Мер обирається радою на 4 роки — очолює виконавчу структуру і раду. | Початкова освіта Податки Сміття Догляд за дітьми Культура Спорт Громадські послуги |
| Естонія 202 сільських муніципалітети, 39 міст                                                               | Муніципальна рада — волікогу — обирається населенням на 4 роки. Може звільнити голову ради та мера, який, до речі, не може бути її головою. Виконавчий орган — валітцус — складається з мера та призначених ним\нею осіб. Затверджується радою. Члени виконавчого комітету не можуть бути членами ради. Мер (лінапе в містах, валаванем в селах) призначається радою на 4 роки. Не може одночасно очолювати і раду і виконавчий орган. | Бюджет Освіта (дошкільна, початкова, середня) Соціальний захист Культура, дозвілля, спорт Соціальне житло Планування територій, туризм Охорона здоров'я Громадський транспорт Комунальні послуги (водопостачання, водовідведення, освітлення, теплопостачання) Збір та утилізація сміття Прибирання доріг Утримання кладовищ Місцеві податки |
| Ірландія 80 муніципалітетів                                                                                 | Міська рада обирається населенням на 5 років. Призначає мера, відповідає за планування розвитку муніципалітету Клерк — міський клерк — виконавчий голова ради. Призначається урядом і очолює адміністрацію муніципалітету. Мер обирається радою раз на рік. Очолює раду. | Будівництво і утримання доріг Житло Дозвілля Планування територій |
| Ісландія 100 муніципалітетів                                                                                | Муніципальна рада — світерстйорн — обирається населенням на 4 роки. Виконавчий комітет — бігдарад — призначається радою з-поміж її членів і є виконавчим органом ради. Голова ради — одвіті — також зветься мером, обирається на рік більшістю голосів членів ради. Головує на засіданнях ради. | Соціальний захист Освіта (початкова), культура, спорт, дозвілля Будівництво та утримання мереж водопостачання, електроенергії Планування територій Довкілля Пожежні Громадський транспорт Збір та утилізація сміття Порти |
| Іспанія 8109 муніципалітетів (муніціпіос)                                                                   | Муніципальна рада — плено — складається з радників (концехалес), які обираються населенням на 4 роки. Приймає бюджет, займається плануванням розвитку, місцевим законодавством. Рада органу місцевого самоврядування (хунта де гоберніо локал) — основний виконавчий орган. Складається з обраних населенням радників, призначається мером. Мер (алкалде) очолює виконавчий орган. Призначається муніципальною радою з-поміж її членів. Є головою муніципальної ради. | В усіх муніципалітетах: Сміття Водопостачання Освітлення вулиць Громадський транспорт Контроль за якістю їжі та питва В муніципалітетах з населенням понад 5000 на додачу до згаданих: Громадські бібліотеки Зелені зони Ринки В муніципалітетах з населенням понад 20000 на додачу до згаданих: Соціальні послуги Запобігання пожежам Спорт та спортивні майданчики В муніципалітетах з населенням понад 50000 на додачу до згаданих: Громадський транспорт Охорона довкілля |
| Італія 8000 громад (комуні)                                                                                 | Місцева рада — консільйо — обирається населенням на 5 років. Виконавчий комітет — джунта — призначається мером, який делегує комітету певні свої повноваження. Мер — сіндако — обирається населенням на 5 років. Призначає заступників — членів виконавчого комітету. | Соціальний захист Міське планування Економічний розвиток Комунальні послуги Довкілля Культура |
| Кіпр 33 муніципалітети 350 громад                                                                           | Муніципальна рада обирається населенням на 5 років. Формує адміністративну комісію — допоміжний орган в роботі мера. Мер обирається населенням на 5 років. Представляє громаду в собі і у відносинах з органами державної влади | Охорона здоров'я Міське планування Охорона довкілля Водопостачання Планування територій Сміття |
| Латвія 530 комун (новадс)                                                                                   | Місцева рада — доме — обирається населенням на 4 роки. Обирає мера і виконавчий комітет з-поміж своїх членів | Водо-, теплопостачання Сміття Охорона здоров'я Початкова і середня освіта Культура Соціальне житло Планування територій Ліцензії на комерційну діяльність Громадський порядок Громадський транспорт Педагогічна освіта Охорона дитинства |
| Литва 60 комун                                                                                              | Місцева рада обирається населенням на 3 роки. Обирає мера та його заступників. Визначає склад виконавчого комітету. Виконавчий комітет діє під відповідальністю ради. Складається з мера, його заступників та виконавчого бюро. Мер обирається радою. Головує на її засіданнях. | Розвиток територій Довкілля Житло Громадський транспорт Початкова і середня освіта |
| Люксембург 120 комун                                                                                        | Місцева рада обирається населенням комуни пропорційно чи мажоритарно в залежності від розміру комуни на 6 років. Головує мер. Коледж мера — виконавчий орган. Призначається центральним урядом з-поміж членів ради на 6 років. Мер — голова ради і коледжу — виконавчого і законодавчого органів. Призначається урядом на 6 років. | Безпека Охорона здоров'я Початкова освіта Культура Спорт Планування територій |
| Північна Македонія 120 комун (онвмуха)                                                                      | Місцева рада обирається населенням на 4 роки. Уряд комуни — виконавчий орган комуни. Обирається або радою або населенням залежно від комуни. Мер представляє комуну та діє від її імені. Обирається населенням на 4 роки. Не може бути членом ради. | Економічний розвиток Туризм Культура і спорт Соціальний захист Освіта матерів Довкілля Дорожня інфраструктура Водопостачання і водовідведення |
| Мальта 68 місцевих влад                                                                                     | Місцева рада обирається населенням пропорційно на 3 роки. Виконавчий секретар призначається радою на 3 роки, очолює виконавчу, адміністративну і фінансову служби комуни. Мер обирається радою з-поміж своїх членів на 3 роки. Є політичною фігурою і представляє раду, головує на її засіданнях. | Утримання парків, спортивних центрів, центрів дозвілля Утримання доріг Освіта Охорона здоров'я Збереження громадського порядку |
| Нідерланди 467 комун                                                                                        | Місцева рада — гементерад — обирається населення на 4 роки пропорційно. Очолюється головою, який не має права голосу. Коледж альдерманів — виконавчий орган, готує і впроваджує рішення ради. Обирається радою з-поміж її членів на 4 роки. Мер — бургеместер — очолює раду і коледж альдерманів. Призначається урядом на 6 років. | Планування територій Житло Туризм Громадські роботи Транспорт Охорона здоров'я Початкова освіта Соціальний захист Громадський порядок Культура і спорт |
| Німеччина 14000 муніципалітетів (гемайнден, штедте) Докладніше у статті: Місцеве самоврядування в Німеччині | 2 типи муніципальної організації (приймається землею): Система ради — у всіх землях крім Гессену. Муніципальна рада — гемайндерад — обирається населенням на 4—6 років. Мер (бургомістр) обирається населенням на термін від 4 до 9 років. Система магістрату — виконавчий орган, що складається з мера і його заступників (магістрате). Члени магістрату є державними службовцями і призначаються муніципальною радою на 4 роки. (Існує тільки в Гессені) | Міське планування Водопостачання і водовідведення Соціальна допомога Молодь Будівництво і утримання шкіл |
| Норвегія 440 комун (комуне)                                                                                 | Місцева рада обирається населенням на 4 роки. Обирає голову — мера та виконавчу раду, що відповідає за стратегію, управління і фінанси. | Початкова освіта Освіта для матерів Охорона здоров'я Соціальний захист Культура і дозвілля Зв'язок Торговельний і промисловий розвиток |
| Португалія 4240 приходів і 300 муніципалітетів                                                              | Влада приходу: Асамблея приходу обирається населенням приходу на 4 роки пропорційно. Виконавчий комітет обирається асамблеєю з-поміж її членів. Відповідає за планування та виконання рішень асамблеї. Голова — кандидат, що очолює список партії, яка виграла на виборах. Обирається на 4 роки. Влада муніципалітету: Муніципальна асамблея — складається з членів, обраних населенням на 4 роки, та голів приходів. Муніципальна рада — колегіальний орган, що обирається населенням на 4 роки. Члени муніципальної ради мають право голосу на сесіях муніципальної асамблеї. Мер — кандидат, що очолює список партії, яка виграла на виборах. Обирається на 4 роки.                   | Влада приходу: Освіта Культура Довкілля Охорона здоров'я Влада муніципалітету: Управління муніципальними активами Громадські роботи Урбанізм |
| Польща 2500 муніципалітетів (ґмін)                                                                          | Муніципальна рада — рада ґміни — обирається населенням на 4 роки. Виконавча рада — зажонд ґміни — складається з мера, обраного населенням, і його заступників, обраних радою. Відповідає за виконання рішень ради. Мер — обирається населенням на 4 роки. Називається вуйтом у сільських громадах, бурмістром у міських громадах, президентом у громадах із населенням понад 100 тис. Голова муніципальної адміністрації — секретаж ґміни — призначається радою за поданням мера. | Громадський транспорт Соціальний захист Житло Довкілля Культура Охорона здоров'я Дошкільна і початкова освіта |
| Румунія 2825 сільських поселень (комуне), 208 міст (оразе), 103 муніципалітети (муніципі)                   | Місцева рада обирається населенням на 4 роки. Приймає бюджет. Мер — прімарул — обирається населенням на 4 роки. Очолює виконавчу структуру. Може делегувати свої повноваження заступникам (призначаються з-поміж членів ради). | Житло Урбанізм Захист довкілля Транспорт Водопостачання і водовідведення Освіта (крім академічної) Збереження культурних пам'яток Громадський порядок Парки та сади |
| Словаччина 2891 муніципалітетів (обец)                                                                      | Муніципальна рада обирається населенням на 4 роки. Мер обирається населенням на 4 роки і є виконавчим органом муніципалітету. Головує на засіданнях ради та очолює її. | Громадський транспорт Водопостачання і водовідведення Соціальна допомога Урбанізм Довкілля Культура і спорт Охорона здоров'я Дошкільна і початкова освіта |
| Словенія 190 муніципалітетів                                                                                | Муніципальна рада — обчінскі свет — обирається населенням на 4 роки. Призначає заступників мера з-поміж своїх членів. Мер — зупан — обирається населенням на 4 роки і є виконавчим органом муніципалітету, представляє муніципалітет, очолює адміністрацію. | Громадська безпека Дошкільна і початкова освіта Житло Урбанізм і розвиток територій Торгівля і промисловість Довкілля Водопостачання і водовідведення Сміття |
| Угорщина 3100 муніципалітетів                                                                               | Орган представників обирається за змішаною виборчою системою населенням муніципалітету. Мер — полгарместер — виконавчий орган муніципалітету. Обирається населенням на 4 роки. Працює на постійній основі в муніципалітетах з населенням понад 3000 осіб. Нотаріус — призначається органом представників, готує і допомагає в роботі органу представників і мера. | Місцевий розвиток Планування територій Захист довкілля Житло Громадський транспорт Соціальний захист Початкова освіта Утримання доріг, клодовищ Водопостачання і водовідведення Пожежні Культура |
| Україна Інформація наведена у статті: Місцеве самоврядування в Україні                                      | | |
| Фінляндія 446 муніципалітетів (кунта)                                                                       | Муніципальна рада — кунанвалтусто — обирається населенням пропорційно на 4 роки. Призначає виконавчий орган та мера. Виконавчий орган — кунангалітус — управляє муніципальітетом та його фінансами. Мер — муніципальний менеджер — призначається радою. Очолює адміністрацію, готує рішення ради. | Охорона здоров'я (первинна, вторинна, дантисти) Соціальний захист Освіта (дошкільна, початкова, середня, освіта дорослих, професійна, бібліотеки) Планування територій Нагляд за будівництвом Утримання технічної інфраструктури та довкілля (дороги, енергоефективність, водопостачання і водовідведення, гавані, громадський транспорт) Податки Культура, дозвілля, спорт                                                                                                   |
| Франція 37000 муніципалітетів                                                                               | Муніципальна рада — консель муніципаль — обирається населенням на 6 років. Очолюється мером. Мер — мер — та його заступники є виконавчою владою. Мер обирається радою з-поміж її членів. | Вибори Планування територій Довкілля Економічний розвиток Утримання муніципальних доріг Громадський порядок Освіта Соціальний захист Культура |
| Чехія 6200 муніципалітетів (обець)                                                                          | Муніципальна рада обирається населенням на 4 роки. Обирає членів муніципального комітету, що є виконавчим органом ради. До його складу входять і мер та його заступники. Мер (староста, пріматор) обирається радою на 4 роки. В радах зі складом менше 15 осіб мер — єдиний виконавчий орган. | Бюджет Місцевий розвиток Муніципальна поліція Водопостачання Сміття Сільське господарство Початкова освіта Житло Соціальна допомога Міське планування |
| Швейцарія 2900 муніципалітетів                                                                              | Муніципальна асамблея — форма прямої демократії — громадяни прямо беруть участь у роботі законодавчого органу Загальна рада — у великих населених пунктах — обирається населенням на термін, який вона сама і визначає (разом із чисельним складом). Муніципальна рада обирається зі складу загальної ради. Головує — мер | Цивільна оборона Енергоефективність Дорожня інфраструктура Планування земель Податки Поліція Міське планування Освіта Соціальна допомога |
| Швеція 290 муніципалітетів (комунер)                                                                        | Муніципальна рада обирається населенням на 4 роки. Виконавчий комітет обирається радою. | Довкілля Сміття Водопостачання Освіта Охорона здоров'я Соціальний захист Громадський транспорт Урбанізм Дороги |

## Основні принципи та ознаки місцевого самоврядування
Основоположним принципом, викладеним в Європейській Хартії місцевого самоврядування, що була схвалена Комітетом Міністрів країн Ради Європи у 1985 р. і ратифікована Україною 15 липня 1997 р., є автономія.
Правова автономія органу місцевого самоврядування полягає в тому, що він має власні повноваження, визначені законом і, де це можливо, — Конституцією, а також має право на судовий захист для забезпечення своїх повноважень та дотримання конституційних принципів самоврядності (ст. 145 КУ). Ці повноваження мають бути виключними та повними, тобто такими, які б не належали одночасно іншим органам. У межах своїх повноважень орган місцевого самоврядування має повну свободу для здійснення ініціатив. При реалізації делегованих повноважень, цей орган повинен мати свободу пристосувати їх здійснення до місцевих умов.
Організаційна автономія полягає в тому, що органи місцевого самоврядування не підпорядковані ієрархічно іншим суб'єктам влади і будь-який адміністративний контроль за його діями можливий для забезпечення законності та конституційних принципів місцевого самоврядування.
Фінансова автономія місцевого самоврядування полягає у праві його інституцій володіти та розпоряджатись власними коштами, достатніми для здійснення їх функцій та повноважень; встановлювати місцеві податки і збори відповідно до закону та ін. (ч.1 ст. 143 КУ). Формування та використання місцевих фінансових ресурсів, які перебувають у розпорядженні органів місцевого самоврядування, здійснюються ними самостійно.
можна виділити кілька ознак місцевого самоврядування:
1. Місцеве самоврядування займає особливе місце в механізмі управління суспільством і державою, виступаючи специфічною формою публічної влади, яка не є складовою частиною механізму державної влади.
2. Місцеве самоврядування має особливий об'єкт управління — питання місцевого значення — предмети відання, перелік яких закріплюється законодавством.
3. Одним із специфічних суб'єктів місцевого самоврядування є територіальна громада. І специфіка полягає в тому, що на місцевому рівні можна розглядати перетворення територіальної громади з учасника управління в його первинного суб'єкта. Як відомо, під управлінням розуміють будь-який цілеспрямований вплив суб'єкта управління на об'єкту управління. Але в умовах самоврядування очевидно сильнішим є вплив управлінської системи самої на себе. Таким чином, є не дві системи — управлінська і та, якою управляють, а одна — самоуправлінська.
4. Самостійність місцевого самоврядування, яка знаходить свій вияв у організаційній і матеріально-фінансовій відокремленості, самостійному вирішенні місцевих справ у рамках компетенції, закріпленої законодавством, самостійній відповідальності органів і посадових осіб місцевого самоврядування.

## Концепції місцевого самоврядування
Науковий потенціал самоврядницької ідеї розкривається в сукупності теоретичних конструкцій, базових юридичних понять та категорій, які сприяють оформленню відповідних теорій місцевого самоврядування.
Ідейним джерелом місцевого самоврядування виступає вчення про природне право, яке з античних часів є найважливішою філософсько-ідеологічною течією. Суть теорії природного права має вираження в уявленнях про справедливість, що втілюються в загальнолюдських принципах свободи та рівності.
Визнання категорій справедливості, свободи та рівності національними законодавствами різних країн, нормами міжнародного права дозволило легалізувати загальне виборче право, можливості громадян брати участь в управлінні місцевими справами. Саме з виборчими реформами пов'язана трансформація місцевої влади в XVIII—XIX ст.ст. в країнах Західної Європи. Якщо первісно ідея місцевого самоврядування мала на меті розвинути у громадян відчуття належності до однієї спільноти, то з часом вона стала застосовуватися в зв'язку з громадянськими та політичними правами і свободами людини.
Безпосередньо теорія місцевого самоврядування концентрувалася навколо формування правового ставлення громади до держави. Вся наука про самоврядування веде свій початок від спроби розв'язати проблему: чи має громада окрему, відмінну від держави, владу, чи є вона незалежною від держави публічно-правовою корпорацією або міцно включена в державний організм і виконує тільки функції органу держави.
Перша з відомих загальновизнаних теорій організації місцевої влади — теорія природних прав вільної громади — виникла на початку XIX ст. як реакція на чиновницьке управління з усіма негативними сторонами, коли центр уваги теоретиків філософії держави та права перемістився з конституційної монархії на представницьку демократію як прогресивніше втілення ідей правової держави, коли в політичній та філософсько-правовій думці відбулися суттєві зміни поглядів на проблеми демократії та суспільної свободи. Основні витоки теорії природних прав вільної громади залучені з бельгійського та французького права. Згідно з цією теорією, поряд з трьома загальновизнаними конституційними владами (законодавчою, виконавчою та судовою) слід визнати й четверту — громадівську (комунальну або муніципальну) владу. Громада має право на самостійне та незалежне від центральної влади існування за своєю природою, причому держава не утворює, а лише визнає громаду.
На зміну цієї теорії прийшла господарська (громадсько-господарська) теорія місцевого самоврядування, яка намагалась обґрунтувати статус самоврядної громади як відмінного від держави суб'єкта права та акцентувалась на змісті комунальної діяльності. Ця теорія організації місцевої влади виникла в результаті поступового розвитку положень теорії прав вільної громади у пристосуванні їх до умов, коли у процесі історичного розвитку ускладнюються правові стосунки між суб'єктами суспільного життя і підвищується роль держави як регулятора цих стосунків. В основі громадсько-господарської теорії місцевого самоврядування стоїть запозичене з теорії природних прав вільної громади положення про те, що територіальний колектив — це елемент насамперед громадянського суспільства. Місцеве самоврядування — недержавне за своєю природою і має власну компетенцію у сфері неполітичних відносин, до яких держава байдужа, а саме — у місцевих громадських та господарських справах. В ці місцеві справи держава не втручається і вони вирішуються самими територіальними громадами. Питання ж політичні належать до компетенції державної влади.
Обидві теорії отримали свій розвиток у громадській (громадівській) теорії місцевого самоврядування. Громадська теорія бачила сутність самоврядування в наданні місцевій спільноті права самостійно реалізовувати свої громадські інтереси та зберігала за урядовими органами право управляти тільки державними справами. Тобто, вона виходить з протиставлення територіальної громади державі, громадських інтересів — політичним, вимагаючи, щоб суспільство та держава реалізовували свої власні інтереси. В протиставленні громадських та державних інтересів нібито полягає підстава для повної самостійності органів самоврядування. За цією теорією органи місцевого самоврядування при вирішенні питань місцевого значення мають діяти за принципом: дозволено все, що не заборонено законом. Однак, громадська теорія, як зазначали її критики, змішувала самоврядні територіальні одиниці з різного роду приватноправовими об'єднаннями (промисловими компаніями, благодійними фондами, об'єднаннями вчених, клубами тощо). Критики цієї теорії звертали увагу на те, що існування таких об'єднань завжди має факультативний характер, а існування місцевих спільнот (територіальних громад) — обов'язковий, а звідси бачили в «діяльності самоврядних місцевих общин не доповнення, а саме часткову заміну діяльності державної».
На її місце заступила державна (державницька) теорія місцевого самоврядування. Пік популярності цієї теорії припадає на 70-ті рр. XIX ст. На відміну від громадської, ця теорія вбачала в місцевому самоврядуванні частину держави — одну з форм організації місцевого державного управління. Будь-яке управління публічного характеру з цієї точки зору є справою державною.
За цією теорією вибір предметів діяльності не залежить від самоврядних органів, а визначається державою. Всі повноваження в галузі місцевого самоврядування своїм джерелом мають державну владу. Все базується на тому, що держава визнає за необхідне передачу справ на місця, і, по суті, діяльність самоврядування та держави залишається однорідною. Однак, на відміну від центрального державного управління, місцеве самоврядування здійснюється не урядовими чиновниками, а за допомогою місцевих спільнот, місцевих жителів, які зацікавлені в результатах місцевого управління. Органи місцевого самоврядування при цьому діють за принципом: дозволено лише те, що передбачено законом.
Наприкінці XIX — початку XX ст. набули розповсюдження соціал-реформістські муніципальні концепції, зокрема теорія муніципального соціалізму. Її ідеологами виступали реформісти різних країн. Муніципальний соціалізм являв собою сукупність програмних положень та установок, спрямованих на забезпечення якомога повнішої демократизації місцевого життя. Першою вимогою, яка містилася в муніципальних програмах політичних партій, було наділення міської та сільської громади правами ширшої автономії. Ще одна вимога полягала у збільшенні представництва населення в органах місцевого самоврядування. Прихильники ідеї муніципального соціалізму сподівалися шляхом послідовних реформ, зміни державного та громадського життя без різких стрибків і потрясінь перебудувати тогочасне життя на нових підставах.
У своєму існуванні на Заході теорія і практика демократичного управління йшли пліч-о-пліч, розвиваючись та вдосконалюючись. Кардинальні зміни в соціально-економічній сфері викликали появу муніципальних концепцій, пов'язаних з теорією держави соціального добробуту. Муніципалітети проголошувалися інструментом соціального обслуговування, який забезпечує та охороняє однаково інтереси усіх класів та прошарків суспільства.

## Моделі місцевого самоврядування

### Англосаксонська (англійська) модель
У рамках англосаксонської моделі, яка отримала поширення у Великій Британії, США, Канаді, Австралії та інших країнах, представницькі органи місцевого самоврядування формально виступають як діючі автономно в межах наданих їм повноважень і пряме підпорядкування нижчих органів вищим відсутнє. Крім того, для англосаксонської моделі характерна відсутність на місцях уповноважених центрального уряду, які б опікали представницькі органи, що обираються населенням. Поряд з представницькими органами в країнах з даною системою місцевого управління (США) безпосередньо населенням можуть обиратись і деякі посадові особи. Значними повноваженнями тут наділяються й комісії (комітети) місцевих представницьких органів, які відіграють вагому роль в підготовці й прийнятті окремих рішень.
Контроль за діяльністю місцевих органів в англосаксонських країнах здійснюється головним чином опосередковано, через центральні органи, а також суд. При аналізі місця й ролі місцевого самоврядування в політичній системі головний наголос звичайно робиться на тому, що вони є складовою частиною механізму держави.

### Континентальна (французька) модель
В більшості країн світу, (континентальній Європі, франкомовній Африці, Латинській Америці, Близькому Сході) поширилась континентальна (французька модель) місцевого управління. Вона базується на поєднанні державного управління на місцях і місцевого самоуправління. Родоначальницею є Франція, тому специфіка моделі виходить з історії цієї країни, коли головною опорою королівської влади служили повноважні представники монархії на місцях, а не органи місцевого самоуправління комун.
Континентальна модель місцевого управління, як зазначив французький дослідник І.Мені, нагадує ієрархічну піраміду, по якій відбувається передача різних директив і інформації, і в рамках якої на центральну владу активно працює ціла армія агентів на місцях. Ця модель також характеризується певною підпорядкованістю нижчих ланок вищим. В Італії, наприклад, подібна ієрархічна підпорядкованість виражається зокрема, в передбаченій Конституцією практиці областей здійснювати контроль за законністю актів провінцій, комун та інших місцевих утворень.
Особливістю даної системи є те, що вона заснована на поєднанні місцевого самоврядування і місцевого управління, і бере за основу різне тлумачення «природних» і «штучних» адміністративно-територіальних одиниць.
Дана система має підвиди: а) на всіх рівнях, окрім низового, діють виборні органи територіальної громади і органи, що представляють державну владу на місцях, які здійснюють контрольну функцію. На низовому рівні діють лише органи первинної територіальної освіти (Франція, Італія); б) органи місцевого самоврядування в «природних» адміністративно-територіальних одиницях створюються лише на низовому рівні, на регіональному ж рівні (у «штучних» адміністративно-територіальних одиницях) створюються місцеві державні адміністрації загальної компетенції. Існує також такий варіант даного підвиду, коли виборні органи місцевого самоврядування діють і на регіональному рівні, лише як представницькі органи територіальних громад. (Польща, Болгарія, Туреччина, Фінляндія).
Іберійська модель
(країни Латинської Америки) — близька до континентальної моделі; — управління на місцевому рівні здійснюють обрані населенням представницькі органи і посадові особи місцевого самоврядування (які затверджують органами державної влади).
Змішана
(Австрія, Російська Федерація, Федеративна Республіка Німеччина, Україна) — поєднує у собі ознаки континентальної й англо-саксонської моделей.
Радянська
(колишній СРСР, Куба, Китайська Народна Республіка) — усі ради, починаючи з найнижчих, є органами державної влади; — відсутність автономних джерел фінансування органів місцевого самоврядування.

## Нормативно-правові акти
Основними правовими актами, що регулюють проблеми місцевого самоврядування на міжнародному рівні, є:
- Європейська хартія місцевого самоврядування;
- Всесвітня Декларація місцевого самоврядування.

### Європейська хартія місцевого самоврядування
Європейська хартія місцевого самоврядування сьогодні є основним міжнародно-правовим документом для країн-членів Ради Європи, який містить стандарти щодо організації управління на місцях на засадах місцевого самоврядування, що є обов'язковими для держав-членів Ради Європи. Цей документ прийнято на засідання Ради Європи 15 жовтня 1985 року.
Європейська Хартія місцевого самоврядування складається з преамбули та трьох частин.
В преамбулі викладена мета держав-членів Ради Європи, які підписали Хартію та основні принципи, на яких вона базується.
В першій частині Хартії сформульовані загальні положення, які вказують на необхідність конституційних і правових основ місцевого самоврядування, в них формулюються принципи, що визначають характер та обсяг компетенції місцевого самоврядування, захист кордонів самоврядних територій, забезпечення організаційної автономії місцевої влади. У другій частині Хартії викладені положення, що стосуються кола зобов'язань, які учасники можуть взяти на себе. У третій частині містяться норми процесуального характеру — підписання, ратифікація, набуття чинності Хартією, її денонсація.
Європейська Хартія місцевого самоврядування є першим багатостороннім правовим документом, який визначає і захищає принципи місцевої автономії — однієї з підвалин демократії.
Від імені України Європейську Хартію місцевого самоврядування було підписано 6 листопада 1996 року в м. Страсбурзі, а Верховна Рада ратифікувала її 15 липня 1997 року. Відповідно до ст. 9 Конституції України після ратифікації Європейська Хартія місцевого самоврядування стала частиною українського законодавства.

### Всесвітня Декларація місцевого самоврядування
Ще одним документом, який регулює діяльність місцевого самоврядування є Всесвітня Декларація місцевого самоврядування, яка була прийнята 26 вересня 1985 року в Ріо-де-Жанейро Всесвітнім Союзом органів місцевого самоврядування на XXVII Міжнародному конгресі.
В Декларації наголошується, що принцип місцевого самоврядування має бути визначеним у конституції або основному законі про урядові структури країни. Місцеве самоврядування — це право та обов'язок місцевих органів влади регулювати та вести громадські справи під особисту відповідальність і в інтересах населення. Це право має здійснюватися окремими особами та представницькими органами, яких вільно обирають і періодично переобирають шляхом рівноправних загальних виборів, а їх головних виконавців слід обирати таким же чином, або призначати за участю обраних органів.
Громадські справи мають вирішуватися такими основними підрозділами місцевої влади, які найближчі до громадян, а також її територіальними ланками — середнього або регіонального рівня, відповідно до чинного у кожній країні порядку. Місцеві органи влади повинні мати право діяти за власною ініціативою в окремо обумовлених межах і не торкатись повноважень, що вилучені з компетенції місцевих органів самоврядування. Коло основних обов'язків місцевих органів самоврядування, як і процедура зміни цих обов'язків, мають бути відображені у конституції або законі. Надана місцевим органам самоврядування влада, як правило, має бути повною та виключною. І навіть тоді, коли центральним або регіональним органам державної влади надано конституцією або статутом право втручатися у справи, відповідальність за які вони поділяють з місцевими органами самоврядування, останні мають залишати за собою право на вияв ініціативи та прийняття рішень. У тих випадках, коли центральні або регіональні державні структури делегують певні повноваження місцевим органам самоврядування, вони мають на власний розсуд пристосовувати виконання законів до місцевих умов. Місцеві органи влади мають розумно та ефективно поділяти право на прийняття рішень із іншими рівнями управління, що діють на місцях.
Зміни меж повноважень місцевих органів влади мають відбуватися згідно із законом і після консультацій з зацікавленою місцевою громадою або кількома громадами, а за необхідності — з допомогою референдуму, якщо таке передбачено статутом.
Місцеві органи влади повинні мати право на відповідні фінансові ресурси, відокремлені від коштів інших рівнів управління, та вільно розпоряджатися грошовими надходженнями в межах своїх повноважень. Розподіл коштів між місцевими органами влади має в розумних пропорціях узгоджуватися з тими завданнями, що виконуються ними. Ці кошти мають надходити регулярно та періодично, з тим, щоб вони забезпечували безперервну роботу служб та відповідне фінансове планування. У разі делегування будь-яких нових повноважень здійснюється перерозподіл фінансових коштів, необхідних для виконання цих повноважень. Певна частина фінансових ресурсів місцевих органів влади повинна формуватися за рахунок місцевих податків, платежів і внесків, розміри яких встановлюють ці органи. Податки, які місцеві органи влади повинні мати право збільшувати або від яких вони отримують гарантовану частку, мають носити достатньо загальний та гнучкий характер, щоб забезпечувати для місцевої влади змогу йти врівень із її зобов'язаннями. Автономія слабкіших у фінансовому відношенні місцевих органів управління потребує заходів фінансового вирівнювання. Право місцевих органів влади брати належним чином участь у розробці правил, що регулюватимуть загальний пропорційний розподіл перерозподілених коштів, має бути чітко визначене. Надання одноразових субсидій, що призначені для фінансування спеціальних проєктів або служб, має також бути визначене. Надання субсидій не може спричиняти невиправдане втручання в політику, що здійснюється місцевими органами самоврядування в межах їх компетенції.
Місцевим органам влади має бути надане право вживати юридичних засобів захисту своєї автономії в межах законів, що визначають та захищають їхні інтереси.

## Міжнародні об'єднання органів місцевого самоврядування
Найстарішим зі світових об'єднань органів місцевого самоврядування, що діє на міжнародній арені з 1913 року, є Міжнародний Союз місцевих влад (IULA). Засновано Союз у бельгійському місті Генті за участі міст царської Росії. Він займався питаннями розвитку й ведення місцевого господарства, місцевої демократії та управління. Головна мета його діяльності:
- піднесення організаційного та функціонального рівня місцевих влад та їх служб;
- підвищення добробуту громадян за допомогою ефективнішого місцевого управління;
- розширення участі громадян в місцевому самоуправлінні;
- активізація міжнародного обміну інформацією й особистих контактів між членами Союзу;
- захист інтересів]] місцевих влад в міжнародних урядових організаціях.

МСМВ має консультативний статус в ООН та ЮНЕСКО, а також в Раді Європи. Спілка підтримувала тісні зв‘язки з ЕКОСОР, оонівським фондом допомоги дітям, з ЄЕС та іншими міжнародними структурами.
МСМВ має розгалужену регіональну структуру. Його європейський підрозділ — Рада європейських муніципалітетів і регіонів об'єднує сьогодні 40 національних асоціацій органів місцевого і регіонального самоврядування європейських країн. З 2002 року членом РЄМР та МСМВ стала і Асоціація міст України та громад.
Найбільшою організацією, що займається питаннями побратимства та муніципального партнерства, є Всесвітня Федерація споріднених міст (ВФСМ). Одержавши своє міжнародно-правове оформлення 1957 року в м. Екс-ле-Бен (Франція), ВФСМ основною метою організації проголосила:
|  | розвиток взаєморозуміння й співробітництва між народами незалежно від їх раси, мови, релігії або політичної системи шляхом споріднення міст, підтримки співробітництва в дусі рівноправності між міськими або регіональними владами всіх країн |

Починаючи з 1963 р. Федерація щороку в останню неділю квітня проводить Всесвітній День споріднених міст.
У 2004 р. на спільному Конгресі в Парижі організації оголосили про своє злиття та утворення нового світового об'єднання органів місцевого самоврядування — Міжнародної організації «Об'єднані міста і органи місцевого самоврядування».